# Mzuzu
Mzuzu ist die Hauptstadt der Northern Region von Malawi und mit 221.272 Einwohnern zugleich die drittgrößte Stadt des Landes.

## Geografie
Mzuzu liegt 279 km nördlich der Landeshauptstadt Lilongwe auf einer Höhe von 1.254 m in einem Bergsattel der Viphya Mountains, am nördlichen Ende des Viphya Plateau. Das Stadtgebiet hat eine Ausdehnung von 48 km².

## Bevölkerung
Während die Bevölkerung der Northern Region von 1989 bis 2008 jährlich um 3,3 % wuchs, verzeichnete Mzuzu als wirtschaftliches Zentrum der nördlichen Region einen Anstieg um durchschnittlich 4 % jährlich, wobei der Anteil der weiblichen Bevölkerung mit 4,3 % weitaus höher wuchs als der der männlichen. Der Landesdurchschnitt lag bis 2008 bei 2,8 %. Die bei der Erhebung 2008 gezählten 26.858 Haushalte hatten eine durchschnittliche Haushaltsgröße von 4,8 Personen, was durchaus dem Landesdurchschnitt entspricht.

## Infrastruktur
Verkehrstechnisch ist Mzuzu über die Landesstraßen M1 und M5, über Mzimba und Nkhata Bay an den südlichen Teil des Landes angeschlossen und nach Norden über die M1 mit Karonga und Chitipa folgend mit dem Nachbarland Sambia verbunden. Mzuzu verfügt über einen kleinen Flughafen (IATA-Flughafencode: ZZU) mit einer 1400 m langen asphaltierten Start- und Landebahn, über die der nationale Flugverkehr nach Lilongwe und Blantyre abgewickelt wird. Die Trinkwasserversorgung der Stadt wird über einen Stausee, der östlich der Stadt liegt, gesichert.

## Wirtschaft
Die Stadt Mzuzu stellt das wirtschaftliche und verwaltungstechnische Zentrum des Nordens dar. Die Landwirtschaft mit Kaffee-, Tee-, Macadamia-, Tabak- und Baumwollanbau in der Region bestimmt auch im Wesentlichen die Einkünfte der Bewohner der Stadt.

### Bildungssektor
1997 wurde die Mzuzu University gegründet. Seit dieser Zeit trägt auch der Bildungsbereich zur wirtschaftlichen Entwicklung der Stadt bei. Eine weitere Bildungseinrichtung von überregionaler Bedeutung ist das Mzuzu Environmental Education Centre, das sich mit den Themen Umweltbewusstsein und Umweltschutz auseinandersetzt.

### Tourismus
Eine weitere Einnahmequelle stellt der Tourismus dar. Mzuzu verfügt neben ein paar einfachen kleinen Hotels und Lodges (Gästehäuser) über ein Hotel mit internationalem Standard. Im Einzugsgebiet der Stadt liegt das Viphya Plateau mit dem Viphya Forest, welche gerne für Wandertouren genutzt werden. Da die malawische Regierung sich zum Ziel gesetzt hat, Malawi zum führenden Land des Ökotourismus zu machen, wird auf Zentren wie Mzuzu in Bezug auf Tourismus noch eine stärkere Bedeutung zukommen.

## Religion
Mzuzu ist Sitz des Bistums Mzuzu.